# Enicospilus texanus
Enicospilus texanus är en stekelart som först beskrevs av William Harris Ashmead 1890.  Enicospilus texanus ingår i släktet Enicospilus och familjen brokparasitsteklar. Inga underarter finns listade i Catalogue of Life.